# Faenza Calcio 2001-2002
Questa voce raccoglie le informazioni riguardanti il Faenza Calcio nelle competizioni ufficiali della stagione 2001-2002.

## Rosa
| N. |                   | Ruolo | Calciatore         |
| -- | ----------------- | ----- | ------------------ |
|    | Italia (bandiera) | C     | Nicola Antonellini |
|    | Italia (bandiera) | D     | Emanuele Bandini   |
|    | Italia (bandiera) | D     | Andrea Bianchedi   |
|    | Italia (bandiera) | C     | Andrea Bompan      |
|    | Italia (bandiera) | P     | Alex Brandi        |
|    | Italia (bandiera) | D     | Antonio Cavina     |
|    | Italia (bandiera) | D     | Daniele Cenni      |
|    | Italia (bandiera) | D     | Daniele Chiarini   |
|    | Italia (bandiera) | C     | Samuele Conficconi |
|    | Italia (bandiera) | P     | Edoardo Domanico   |
|    | Italia (bandiera) | C     | Davide Errani      |
|    | Italia (bandiera) | A     | Sergio Floccari    |
|    | Italia (bandiera) | A     | Marco Fontana      |
|    | Italia (bandiera) | C     | Andrea Lagorio     |

| N. |                      | Ruolo | Calciatore         |
| -- | -------------------- | ----- | ------------------ |
|    | Italia (bandiera)    | D     | Luca Lanzoni       |
|    | Italia (bandiera)    | A     | Luca Lippi         |
|    | Italia (bandiera)    | A     | Francesco Mambelli |
|    | Italia (bandiera)    | D     | Paolo Minardi      |
|    | Italia (bandiera)    | D     | Manuel Montipò     |
|    | Italia (bandiera)    | D     | Daniele Mordini    |
|    | Italia (bandiera)    | C     | Mauro Neri         |
|    | Italia (bandiera)    | C     | Renzo Nonis        |
|    | Italia (bandiera)    | C     | Ivan Piccoli       |
|    | Argentina (bandiera) | C     | Leandro Dario Pini |
|    | Italia (bandiera)    | D     | Enrico Pomini      |
|    | Italia (bandiera)    | A     | Francesco Ricci    |
|    | Italia (bandiera)    | D     | Federico Zaccanti  |